# 川の目橋
川の目橋（かわのめはし）は、福島県石川郡玉川村と西白河郡矢吹町に跨る道路橋である。

## 概要
- 全長：95.2 m
- 幅員：7.5 m
- 竣工：1974年[1]

玉川村と矢吹町との町村境をなす一級水系阿武隈川を渡り、福島県道284号曲木中野目線を通す3径間の桁橋である。東詰は玉川村川辺字川久保、字十日森に、西詰は矢吹町中野目東に位置する。橋上は上下対向2車線で供用され、歩道は設置されておらず、車道外側線のみで路側帯もない。親柱はなく、黒色に塗装された欄干が設置されている。2010年代までは白色に塗装された形状が異なる欄干が設置されていた。橋名は東側の玉川村川辺の「川」と西側の矢吹町中野目の「野目」を繋げたものであり、官公庁や自治体の書類によっては「川野目橋」、「川ノ目橋」と記載されていることもある。

## 沿革
- 1931年（昭和6年） - 先々代の橋梁が架設される[4]。
- 1952年（昭和27年）11月 - 先代の橋梁が架設される[5]
- 1974年（昭和49年）3月 - 現在の橋梁が架設される。

## 周辺
- JR水郡線川辺沖駅
- 谷中古墳群

## 隣の橋
- 阿武隈川

（上流） - 滑津橋 - 明神橋 - 川の目橋 - うつくしま大橋 - 玉城橋 - （下流）